# Анна Мусялувна
Анна Мусялувна (пол. Anna Musiałówna; нар. 6 лютого 1948, Сухеднюв) — польська балерина, соціологічна фотографка, пресфотографка, кураторка виставок, відома своїми репортажами, що представляли альтернативу пропаганді Польської Народної Республіки (зокрема, «Мінус один» у тижневику «тощо» в 1976 році про аборти), лауреатка нагород у галузі пресфотографії.